# 巴西魯
巴西魯（法語：Bassirou），是馬里的城鎮，位於該國中部，由莫普提區的莫普提省負責管轄，處於塞瓦雷以北20公里的尼日爾河畔，海拔高度268米，2009年人口2,064。
14°42′13″N 4°2′45″W / 14.70361°N 4.04583°W